# 93-тя вулиця (Мангеттен)
93-та вулиця (англ. 93th Street) — вулиця з одностороннім рухом у Нью-Йоркському боро Мангеттен. Як і більшість східно-західних вулиць Верхнього Мангеттена, що перетинають Центральний парк, вона розділена на два сегменти. Її західна частина перетинає Верхній Вест-Сайд і проходить від Ріверсайд-Драйв до Сентрал-Парк-Вест, а схід перетинає Верхній Іст-Сайд і проходить від 5-ї авеню до Іст-Енд-авеню.
Частина вулиці між Медісон і П'ятою авеню є частиною історичного району Карнегі-Хілл.
Видатний пам’ятник Жанні д’Арк роботи Анни Хаятт Хантінгтон стоїть на західній кінцевій зупинці вулиці в Ріверсайд-парку.

## Історія
Блок 93-ї на Верхньому Іст-Сайді був майже порожній до 1888 року, після того було побудовано кілька рядних будинків на сході 93-ї 57 і 61. Деякі невеликі багатоквартирні будинки були побудовані в 1891 році на сході 93-ї від 62 до 72. Аламо, розташований за адресою схід 93-ї 55, був побудований у 1900 році.